# Vincenzo Ragusa
Vincenzo Ragusa (Palermo, 8 luglio 1841 – Palermo, 13 marzo 1927) è stato uno scultore italiano, fondatore dell'Istituto d'Arte di Palermo, oggi intitolato a lui e alla moglie Otama Kiyohara. Nel 1860 partecipò alla Spedizione dei Mille.
Tra il 1876 e il 1882 introdusse in Giappone le tecnologie di fusione del bronzo e altre tecniche europee di scultura con armature e modellato, esercitando un ruolo significativo nello sviluppo delle moderne arti scultoree giapponesi. Fece parte del primo corpo di insegnanti e del gruppo di consulenti scelti dal governo Meiji per la fondazione della Scuola tecnica di belle arti di Tokyo. Fu peraltro notevole la sua attività di intermediazione culturale tra l'Italia e il Giappone, svolta insieme alla moglie Otama Kiyohara.
Le sue sculture sono in diversi musei e importanti collezioni in Italia e in Giappone.

## Biografia
Ragusa nacque da Michele Ragusa e Dorotea Filippelli, famiglia modesta di Partanna, un sobborgo di Palermo. Fu allievo di Salvatore Lo Forte.
A 19 anni, nel 1860, dopo lo sbarco dei Mille a Marsala, prese parte alla Spedizione dei Mille. Il 1º ottobre, agli ordini di Nino Bixio e insieme ad altri artisti, tra cui vi era Francesco Lojacono, partecipò alla Battaglia del Volturno.
Nel 1875 ricevette il diploma dell'Accademia di Brera ad honorem.

### La carriera nel Giappone Meiji
Nello stesso anno, insieme all'architetto Giovanni Cappelletti (†1885) e al pittore Antonio Fontanesi, e sotto gli auspici di Alessandro Fè d'Ostiani, ambasciatore italiano a Tokyo, vinse un concorso istituito dal Giappone per creare un gruppo di consulenti e il corpo insegnanti della neonata Scuola tecnica di belle arti, la prima scuola d'arte governativa fondata in Giappone sotto la supervisione del Ministero dell'Industria.
Nel corso dei decenni successivi i tre artisti esercitarono una forte influenza sullo sviluppo dell'architettura e dell'arte giapponese.

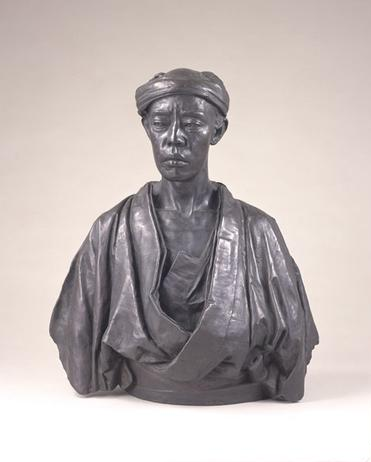
Attore giapponese, 1880. Museo dell'Università delle Arti di Tokyo.

Con l'insediamento dell'Imperatore Mutsuhito nel 1868 era iniziato il rinnovamento del Giappone, ed erano state avviate importanti riforme politiche, culturali e strutturali: il paese si stava velocemente aggiornando sull'uso delle tecniche e tecnologie occidentali.
La politica ufficiale del governo giapponese aveva deciso di accettare le consulenze militari dalla Francia, quelle industriali dalla Gran Bretagna, quelle agricole degli Stati Uniti e quelle giuridiche, e mediche dalla Germania. L'Italia era il paese in cui scegliere i consulenti artistici. I consulenti stranieri erano chiamati oyatoi gaikokujin, e vennero assunti sia nel settore pubblico che in quello privato.
Dato che nel periodo Meiji la popolarità del buddhismo giapponese era in declino, la pratica della scultura tradizionale sopravviveva ancora nelle arti minori, con la realizzazione di ornamenti architettonici, bambole tradizionali (ningyō), maschere Nō e netsuke.
Rispetto ai pittori gli scultori erano quindi pochi, così la scuola fu presentata con una certa enfasi nei confronti della scultura.
Vincenzo Ragusa si trasferì dunque in Giappone nel novembre del 1876, allestì uno studio nella sua residenza di Mita, nel quartiere di Minato a Tokyo e ricevette anche un incarico di insegnamento presso la Scuola d'Arte Industriale di Yokohama. Rimase in Giappone fino al 1882 insegnando le tecniche europee di scultura, modellato e fusione del bronzo, ricevendo dal governo giapponese un alloggio, l'assistenza sanitaria e uno stipendio di 3.300 yen al mese. La sua attività didattica esercitò un ruolo molto importante nello sviluppo delle moderne arti scultoree del paese.
Nel 1878 realizzò un busto bronzeo, ritratto dell'allora diciassettenne Tama Kiyohara, che fu la prima persona giapponese a posare per un artista europeo.
I giapponesi provavano un certo imbarazzo verso il realismo dell'arte europea, ma quell'opera fu il primo di diversi ritratti di gente comune, attori e notabili, che l'artista palermitano realizzò nel paese del Sol Levante.
Nel febbraio 1879 fu ricevuto dall'Imperatore Mutsuhito. Lavorò quindi presso la Corte imperiale realizzando diverse opere, tra cui il ritratto dell'Imperatore stesso.

### La collezione di oggetti giapponesi
Durante la sua permanenza nel Paese raccolse diversi oggetti e opere d'arte giapponese.
Tra il 1888 e il 1916, probabilmente per finanziare il suo progetto di creazione di una scuola d'arte a Palermo, cedette la collezione al Museo Etnografico Pigorini di Roma, dove è attualmente custodita, ma non visibile al pubblico.
Composta da 4172 pezzi, tra cui dipinti, xilografie, lacche, statue bronzee, armi, vasi in bronzo e ceramica, strumenti musicali, maschere teatrali, abiti, e oggetti di uso quotidiano, costituisce la più importante raccolta di oggetti giapponesi antichi esistente in Italia. La raccolta ha anche un grande valore di testimonianza della cultura giapponese precedente all'apertura verso l'Occidente
Il 25 luglio 2018 viene inaugurata al Museo Etnografico Pigorini di Roma "Geisha - l'arte, la persona" con un'esposizione dei materiali raccolti in Giappone dallo scultore palermitano tra il 1876 e il 1882, a fargli da cornice la mostra   "La Geisha, tra tradizione e modernità" con le foto di Fabrizio e Federico Bonifazi. 

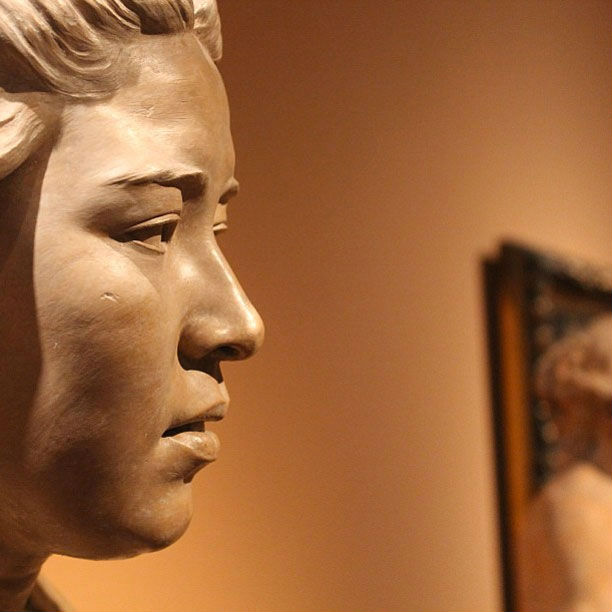
Ritratto di Tama Kiyohara, 1883. Galleria d'Arte Moderna, Palermo.

### Il ritorno a Palermo
A seguito di una probabile riduzione dei finanziamenti per l'arte in Giappone, nel 1882 tornò a Palermo. Lo seguirono la pittrice Tama Kiyohara, con la sorella, esperta di ricamo giapponese e il marito di lei, esperto nell'uso delle lacche, Ragusa intendeva infatti importare in Sicilia il sapere delle arti applicate giapponesi.
A Palermo, sulla scia dell'esperienza di William Morris, fondò una Scuola Superiore d'Arte Applicata orientale. 
Nel 1884, con fondi pubblici, aprì a Palazzo Belvedere la scuola d'arte Museo Artistico Industriale - Scuole Officine di Palermo.
La scuola esiste ancora ed è l'attuale Liceo Artistico intitolato a Vincenzo Ragusa e Otama Kiyohara.
Nel 1889 si sposò con la pittrice Tama Kiyohara che prese il nome italiano di Eleonora Ragusa. In questa fase cade il Monumento a Giuseppe Garibaldi per Palermo, fuso a Roma nel 1882 da Alessandro Nelli.
Morì a 85 anni, il 13 maggio 1927 a Palermo, dove è sepolto nel Cimitero di Santa Maria dei Rotoli. Nel 1985 fu portata dal Giappone e tumulata con lui un'urna con metà delle ceneri della moglie, morta in Giappone nel 1939.

## Opere

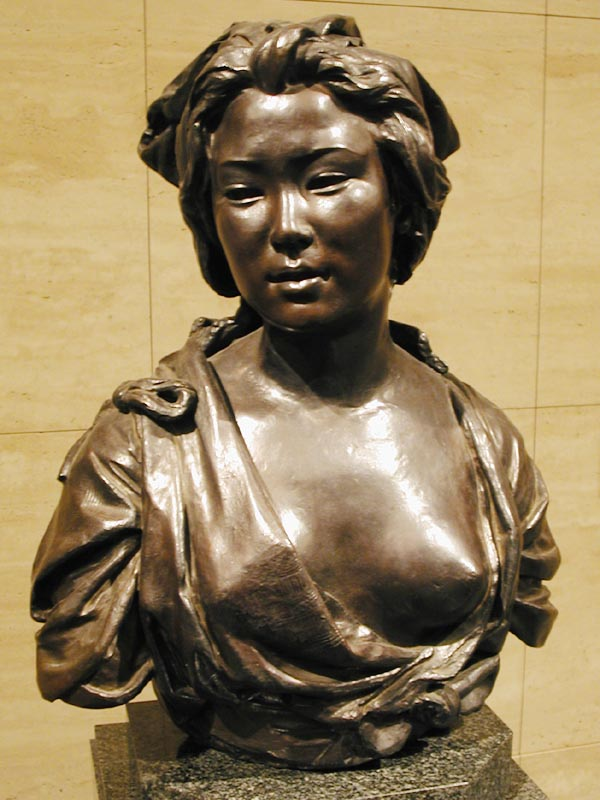
Donna giapponese. Bronzo, 1881. Museo Nazionale di Tokyo.

Diverse opere di proprietà della Famiglia imperiale del Giappone, tra cui un Ritratto dell'Imperatore Mutsuhito e una Statua di Napoleone, sono custodite presso il Kunaichō (sede amministrativa del Casa Imperiale), al Kōkyo (Residenza dell'Imperatore) a Tokyo.
Al suo rientro in Giappone dopo la morte del marito, Otama Ragusa donò sedici sculture di Ragusa alla Scuola Imperiale d'Arte di Tokyo. Le opere si trovano attualmente presso il Museo dell'Università delle Arti di Tokyo.
- Risciò, circa 1876-1882. Altezza cm 70.
- Camino monumentale, 1870, gesso, Sala Gialla, Palazzo delle Aquile, Palermo
- Bambino giapponese, 1881, terracotta, collezione privata, Palermo
- Yamao Youzou, circa 1876-82. Altezza cm 71.
- Ragazza occidentale, circa 1876-82. Altezza cm 58.
- Ritratto dell'Imperatore Meiji, circa 1876-82. Kōkyo, Tokyo.
- Ritratto del principe Itō Hirobumi, circa 1876-82. statua.
- Statua di Napoleone, circa 1876-82. Kunaichō, Tokyo.
- Ritratto di Tama Kiyohara, 1878. Bronzo, altezza cm 63,5.[7][15]
- Busto di donna giapponese, 1880. Terracotta, altezza cm 62.
- Attore giapponese, 1880. Altezza cm 78. Museo dell'Università delle Arti di Tokyo.
- Takeshi Kuroda, 1881. Altezza 65.
- Donna giapponese, circa 1881. Bronzo, altezza cm 65. Museo nazionale di Tokyo.
- Conducente di risciò, 1883. Terracotta, altezza cm 50. Galleria d'Arte Moderna di Palermo.[16]
- Ritratto di Eleonora O Tama Ragusa. 1883. Terracotta, altezza cm 68. Galleria d'Arte Moderna di Palermo.[17]
- Giuseppe Garibaldi. Statua equestre in bronzo posta davanti al Giardino Inglese di Palermo, 1891.
- Vaso, marmo di Carrara, collezione privata, Palermo
- Testa di vecchio, gesso, collezione privata, Palermo
- Pace, tondo in gesso, collezione privata, Palermo
- Monumento sepolcrale Famiglia Gioia, 1905, Cimitero di Santo Spirito, Palermo
- L'abolizione della schiavitù. Opera esposta all'esposizione di Vienna del 1873, citata a pg. 113 della pubblicazione "L'esposizione universale di Vienna del 1873 Illustrata" - Milano Edizione del 1874 a cura dell'editore Edoardo Sonzogno[18]

## Premi e riconoscimenti
- Nel 1875 conseguì ad honorem il diploma dell'Accademia di Brera.
- Nel giugno 1884 venne insignito della Quinta classe dell'Ordine del Sole Nascente.